# Reação carbotérmica
Uma reação carbotérmica é um tipo de reação química onde é usado o carbono como agente redutor, normalmente em óxidos de metais. É usada em processos industriais.